# Orgel der Geburtskirche (12. Jahrhundert)

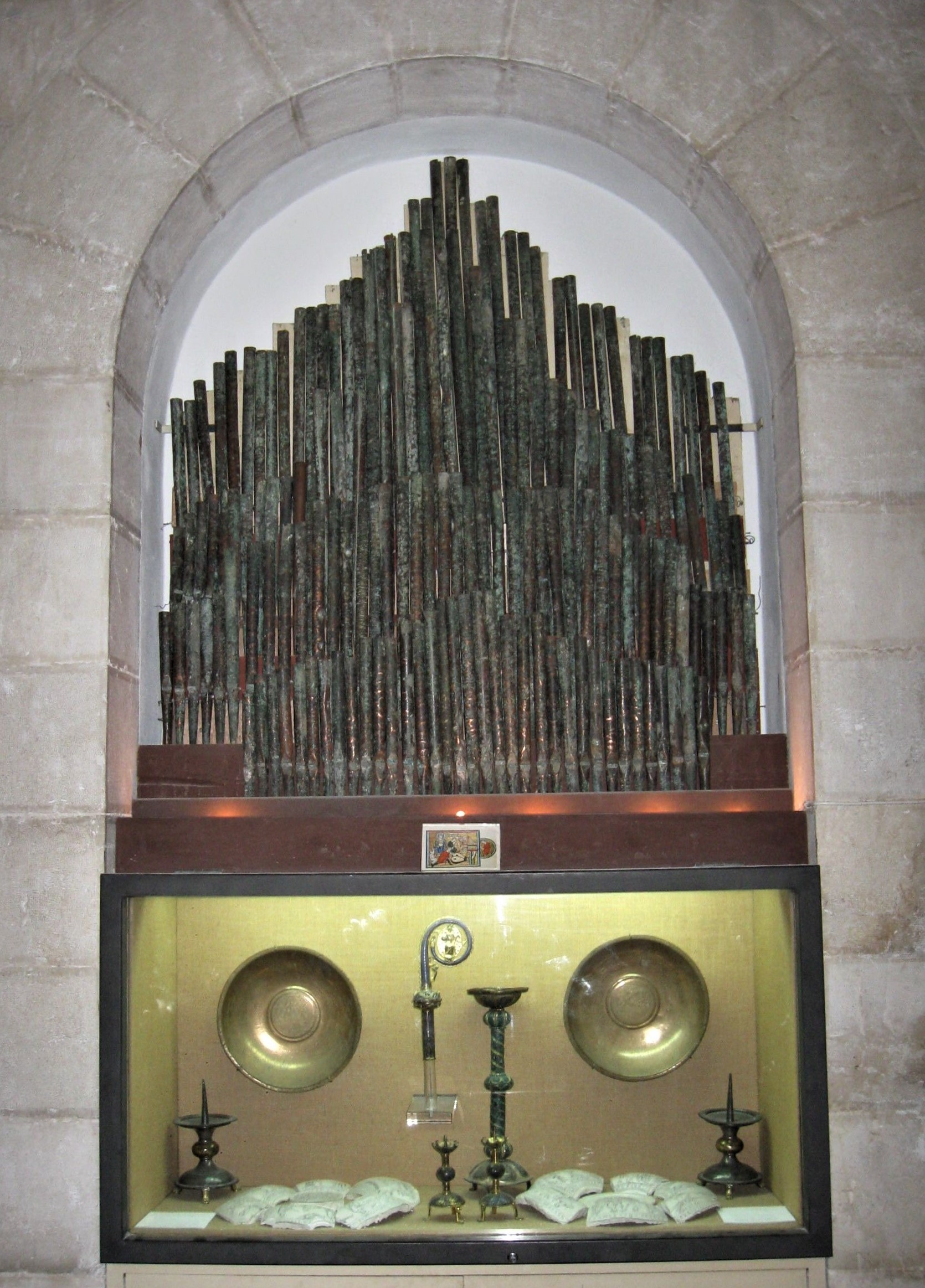
Orgelpfeifen im Museum Studium Biblicum Franciscanum (2012)

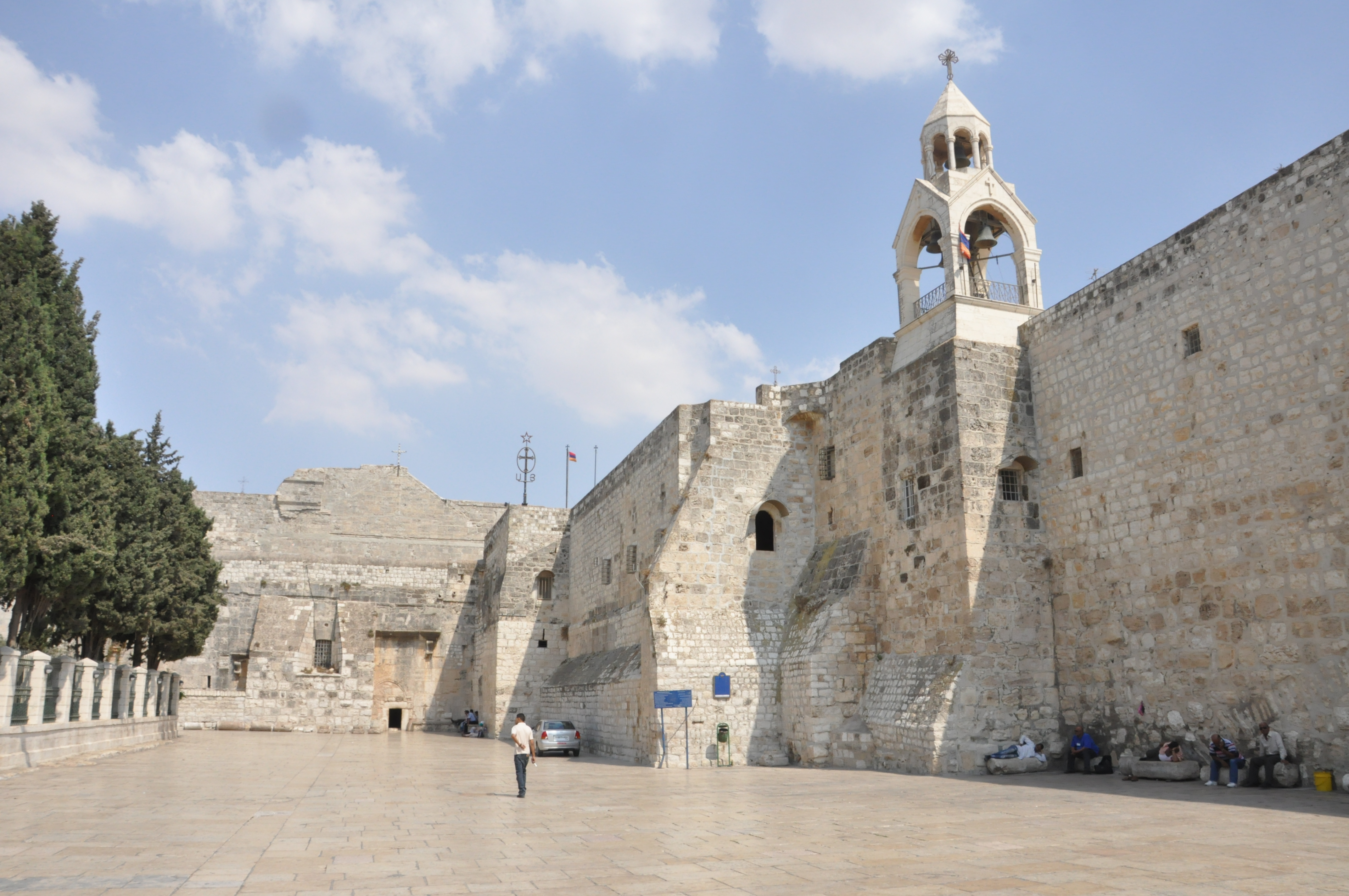
Geburtskirche (Außenansicht, 2012)

Die erste Orgel der Geburtskirche in Bethlehem stammt aus dem 12. Jahrhundert. Die 222 wiederentdeckten Orgelpfeifen gehören zu den weltweit ältesten erhaltenen überhaupt.

## Geschichte
Die Geburtskirche, die über der vermuteten Geburtsstätte Jesu Christi errichtet wurde, wurde 1161–1169 von Kreuzfahrern von Grund auf restauriert und erhielt ebenfalls im 12. Jahrhundert eine Orgel nach der damaligen Mode, möglicherweise zusammen mit einem Carillon. In Westeuropa wurden Orgeln bereits seit dem  9. Jahrhundert installiert und entwickelten sich im Laufe der Gotik allmählich zum Hauptinstrument der christlichen Liturgie.
Als im 13. Jahrhundert die Mamluken auf Bethlehem zumarschierten, wurden die Orgel und die Glocken vermutlich abgebaut und versteckt. Da die Geburtskirche im Unterschied zu anderen Kirchen in Palästina nicht zerstört wurde, blieben die in den Grotten unter der Geburtskirche versteckten Teile der Orgel und Glocken erhalten. 1906 wurden diese Teile bei Arbeiten für das „Casa Nova Hospiz“ (Gästehaus der Franziskaner für Pilger) zufällig entdeckt.
Erhalten sind ein Carillon und 222 zylindrische Pfeifen.

## Beschreibung und Rekonstruktion
2021 wurden die Reste der Orgel der Geburtskirche von dem spanischen Musikhistoriker David Catalunya wissenschaftlich untersucht.

Es ist geplant, diese Orgel als Faksimile in Zusammenarbeit mit dem Terra Sancta Museum in den folgenden fünf Jahren nachzubauen.
Inzwischen wurde die Tonhöhe jeder Orgelpfeife identifiziert und die mutmaßlich ursprüngliche Struktur des Instruments rekonstruiert. Vieles ist noch mit Unsicherheiten behaftet, da keine Teile des Gehäuses, der Mechanik und der Windanlage erhalten sind. Einigkeit besteht darüber, dass es sich um ein Blockwerk ohne Aufteilung der Register gehandelt hat, so dass auf jeder Taste immer mehrere Pfeifen gleichzeitig erklangen. Die Länge der aufgefundenen Pfeifen beträgt zwischen 16,8 und 58,8 cm. Es wird vermutet, dass ursprünglich noch kürzere und längere Orgelpfeifen vorhanden waren. Sie bestehen überwiegend aus Kupfer (95,6 % Kupferanteil). Zusammen mit einem Zinnanteil von etwa 2,3 % kann das Material als Bronze bezeichnet werden (Knetlegierung). Alle Pfeifen haben annähernd denselben Durchmesser (etwa 28 bis 29 mm) und eine Materialdicke von 0,45 bis 0,9 mm. 
Jeremy Montagu (1927–2020), ein weltbekannter Spezialist für die Geschichte und Entwicklung von Musikinstrumenten, geht von einem Tonumfang von etwa zwei Oktaven und insgesamt 20 Tasten aus. Selbst die Annahme von 12 Pfeifen pro Taste hält er für zu hoch gegriffen und vermutet, dass die Pfeifen auf mehrere kleine Orgeln verteilt gewesen sein können, die antiphonal eingesetzt wurden. Catalunya geht hingegen davon aus, dass die Orgel ursprünglich aus 360 Pfeifen bestand und das Manual einen Tonumfang von zweieinhalb Oktaven (von c1 bis f3) mit 18 Pfeifen pro Ton hatte. Die Pfeifengruppen, die jedem einzelnen Ton zugeordnet waren, bestanden ihm zufolge nur aus Primen oder Oktaven.
Da die in die Pfeifen eingravierten Noten in einer vorgotischen Schrift gehalten sind, wird davon ausgegangen, dass sie als Teile einer bereits bestehenden Orgel ins Heilige Land transportiert wurden. Unter Umständen war es ein gebrauchtes Instrument und zuvor in einer anderen Kirche aufgestellt.
Die Maße der Orgel in der Geburtskirche entsprachen dem mathematischen Modell, das in einem theoretischen Traktat von Wilhelm von Hirsau (nach Gerbert von Aurillac) aus dem 11. Jahrhundert beschrieben ist.

## Carillon

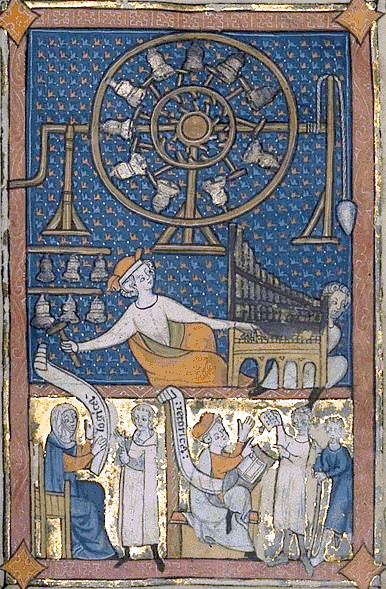
Musiker mit Glocken und Orgelpositiv, darüber ein mechanisches Glockenspiel. Französische Buchmalerei des 13. Jh.

Das ebenfalls gefundene Carillon aus 13 Glocken befand sich vermutlich neben der Orgel. Diese Anordnung ist aus mittelalterlichen Ikonographien bekannt, wo sich neben oder über dem Instrument Glocken befinden. Elf der Glocken bilden zwei Gruppen von sieben bzw. vier Tönen. Die Notennamen stehen auf vier Glocken. Dies wird als einmaliger archäologischer Beweis dafür gesehen, dass im Hochmittelalter harmonisierte Carillons existierten. Einige der Glocken, insbesondere diejenigen mit Notennamen, sollen in der Mitte des 12. Jahrhunderts gegossen worden sein.